# UFC Fight Night 6
UFC Fight Night: Sanchez vs. Parisyan fue un evento de artes marciales mixtas celebrado por Ultimate Fighting Championship el 17 de agosto de 2006 en el Red Rock Resort Spa and Casino, en Las Vegas, Nevada, Estados Unidos.

## Historia
El evento principal de la noche - una pelea de peso wélter entre la superestrella  de The Ultimate Fighter Diego Sánchez y el ex aspirante al título Karo Parisyan - el ganador de la pelea fue rumoreado como el próximo rival por el campeonato wélter de la UFC.
La nómina de los peleadores para UFC Fight Night 6 fue de $173.500.

## Resultados

### Tarjeta preliminar
- Peso wélter: Pat Healy vs. Anthony Torres

Torres derrotó a Healy sumisión (rear naked choke) en el 2:37 de la 1ª ronda.
- Peso wélter: Sammy Morgan vs. Forrest Petz

Petz derrotó a Morgan vía decisión unánime (30–26, 30–23, 30–27). El segundo marcador marca el margen más ancho en un punto en una pelea de tres rondas en la historia de UFC.
- Peso pesado: Kristof Midoux vs. Jake O'Brien

O'Brien derrotó a Midoux vía TKO (golpes) en el 0:52 de la 2ª ronda.
- Peso wélter: Joe Riggs vs. Jason Von Flue

Riggs derrotó a Von Flue vía sumisión (triangle choke) en el 2:01 de la 1ª ronda.
- Peso medio: Martin Kampmann vs. Crafton Wallace

Kampmann derrotó a Wallace vía sumisión (rear naked choke) en el 2:59 de la 1ª ronda.

### Tarjeta principal
- Peso wélter: Josh Koscheck vs. Jonathan Goulet

Koscheck derrotó a Goulet vía sumisión (golpes) en el 4:12 de la 1ª ronda.
- Peso medio: Dean Lister vs. Yuki Sasaki

Lister derrotó a Sasaki vía decisión unánime (30–27, 30–27, 30–27).
- Peso medio: Chris Leben vs. Jorge Santiago

Leben derrotó a Santiago vía KO (golpe) en el 0:33 de la 2ª ronda.
- Peso wélter: Diego Sánchez vs. Karo Parisyan

Sanchez derrotó a Parisyan vía decisión unánime (29–28, 29–28, 30–26).

## Premios extra
- KO de la Noche: Chris Leben
- Sumisión de la Noche: Joe Riggs